# Bromur
El bromur és un compost químic que conté ió bromur, o sigui un àtom de brom amb càrrega elèctrica -1, és a dir, amb un electró addicional. Els bromurs són compostos químics on el brom actua amb estat d'oxidació -1. Els bromurs poden ser compostos iònics, com el bromur de cesi (CsBr), o poden ser covalents, como el dibromur de sofre (SBr₂). Es fan servir com sedants des dels segles xix i xx. Alguns exemples de bromurs són el bromur d'hidrogen (HBr), bromur de potassi (KBr), bromur de sodi (NaBr), bromur de magnesi (MgBr₂).

## Estat natural
Els bromurs són presents habitualment a l'aigua de mar, junt amb els clorurs, en una concentració aproximada de 65 mg/l. Els aliments d'origen marí en contenen generalment nivells alts, mentre que els aliment procedents de la terra en tenen quantitats variables. Les plantes que creixen sota els mars profunds també són una font de bromurs.

## Anàlisis de bromurs
Per a comprovar l'existència de l'ió bromur en dissolució, s'afegeix àcid nítric diluït, (HNO₃), i posteriorment nitrat de plata, (AgNO₃). Apareix un precipitat de color crema en el fons del recipient.
Un assaig més selectiu es fa mitjançant l'oxidació de la fluoresceïna oxidant prèviament el bromur a brom amb permanganat potàssic i àcid sulfúric concentrat. En escalfar aquesta dissolució es desprèn brom, que tornarà la fluoresceïna d'un color rosa intens.
També es pot quantificar aquesta presència usant elèctrodes selectius (ISE).
Altres mètodes són la cromatografia en columna que usa la cloramina T en presència de roig de fenol per a oxidar els ions bromur a brom molecular. La concentració es quantifica en un colorímetre per comparació amb dissolucions patró.

## Ús mèdic
Els bromurs, especialment el bromur de potassi, es varen fer servir com a sedants.
L'ió bromur és antiepilèptic, i les seves sals encara es fan servir amb aquesta funció especialment en veterinària. La vida mitjana dels bromurs en humans és llarga (uns 12 dies) i això fa difícil ajustar-ne la dosi.
Les concentracions d'ió bromur en el fluid cerebroespinal són aproximadament un 30% de les existents en la sang, i estan fortament influenciades per la ingestió de clorurs i el metabolisme.
La toxicitat crònica dels bromurs pot portar al bromisme, una síndrome amb molts símptomes neurològics. La toxicitat dels bromurs també pot originar erupcions a la pell.
El bromur de liti es va fer servir com sedant a principis del segle xx, però es va deixar de fer servir, a partir de la dècada de 1940,quan alguns pacients amb malalties cardíaques moriren després de fer-lo servir com substitut de la sal comuna en els menjars. Com el carbonat de liti i el clorur de liti el bromur de liti es va usar per al tractament del trastorn bipolar.
En alguns països els bromurs segueixen sent disponibles en les farmàcies en forma de dissolució, encara que des de la dècada de 1950 han quedat prohibits com a sedants dispensables sense recepta mèdica en la majoria dels països occidentals. La seva activitat real com anafrodisíac és dubtosa.

## En biologia
L'ió bromur és necessari per als eosinòfils (cèl·lules blanques de la sang, de la classe dels granulòcits, especialitzats en la defensa contra els paràsits multicelul·lars), que el fan servir per generar compostos bromats antiparàsits mitjançant l'acció de l'enzim eosinòfil peroxidasa, un enzim que fa servir preferentment bromurs.
Els bromurs són sals que de vegades es fan servir en la banyera d'hidromassatge i els spas com agents germicides suaus, usant l'acció d'agent oxidant per a generar "in situ" hipobromit.
La concentració mitjana de bromurs a la sang humana és de 5.3±1.4 mg/L i varia amb l'edat i el gènere. Estan molt influenciades pel consum de peix marí en la dieta.